# 25O-NBcP
25O-NBcP或称为NBcPr-2C-O是一种含氮有机化合物，分子式C
21H
27NO
3，是苯乙胺类化合物2C-O（2,4,5-三甲氧基苯乙胺）的25-NB类衍生物之一。